# Mount George Murray
Mount George Murray ist ein größtenteils eisbedeckter Berg mit abgeflachtem Gipfel im ostantarktischen Viktorialand. In den Prince Albert Mountains ragt er in der Entstehungszone des Davis- und des Harbord-Gletschers auf. 
Teilnehmern der Discovery-Expedition (1901–1904) unter der Leitung des britischen Polarforschers Robert Falcon Scott entdeckten und benannten ihn. Namensgeber ist der schottischen Botaniker George Robert Milne Murray (1858–1911), ein Mitglied des wissenschaftlichen Stabs der Expedition.